# Malilipot
Malilipot (Bayan ng Malilipot) är en kommun i Filippinerna. Kommunen ligger på ön Luzon, och tillhör provinsen Albay. Folkmängden uppgår till 37 785 invånare (folkräkning 2015).

## Barangayer
Malilipot är indelat i 18 barangayer.
| - Binitayan - Calbayog - Canaway - Barangay I (Pob.) - Barangay II (Pob.) - Barangay III (Pob.) - Barangay IV (Pob.) - Barangay V (Pob.) - Salvacion | - San Antonio Santicon (Pob.) - San Antonio Sulong - San Francisco - San Isidro Ilawod - San Isidro Iraya - San Jose - San Roque - Santa Cruz - Santa Teresa |